# Four Christmases
Four Christmases (conocida en español como Como en casa en ningún sitio en España, Navidad sin los suegros en Argentina, Ni en tu casa ni en la mía en México, Una Navidad sin suegros en Perú) es una película de comedia romántica, sobre una pareja que va a ver a sus cuatro padres divorciados en el día de Navidad. Está protagonizada por Vince Vaughn y Reese Witherspoon como una pareja de San Francisco presionada a visitar el día de Navidad las cuatro casas de sus padres divorciados (Sissy Spacek, Mary Steenburgen, Kristin Chenoweth, Jon Voight y Robert Duvall). El director de la película es Seth Gordon, en su primera película de estudio. La película está producida por Dune Entertainment, Spyglass Entertainment y New Line Cinema, y distribuida por Warner Bros. Pictures y 20th Century Fox el 26 de noviembre de 2008, el día antes del Día de Acción de Gracias. 

## Argumento
Brad (Vince Vaughn) y Kate (Reese Witherspoon) son una pareja de San Francisco que ve como sus planes iniciales de pasar el día de Navidad en un lugar exótico y alejado de su ciudad y de sus propias familias se convierten en algo muy diferente. Obligados y sin escapatoria se ven envueltos en una Navidad de lo más familiar. Pero no será una única celebración familiar, si no que serán cuatro en el mismo día. Cuatro celebraciones en las que saldrán a la luz los miedos de la infancia, se reabrirán las heridas de la adolescencia y que pondrán en peligro la relación de Brad y Kate. Pero mientras Brad cuenta las horas para quitarse de encima ese mundo de padres, suegros, sobrinos y hermanos, Kate empieza a ver las cosas de un modo diferente y al final del día se pregunta si la vida que ha elegido el resto de su familia no es tan mala después de todo.

## Reparto
- Vince Vaughn como Brad McVie.
- Reese Witherspoon como Kate Kinkaid.
- Robert Duvall como Howard McVie (padre de Brad).
- Sissy Spacek como Paula (madre de Brad).
- Jon Voight como Creighton (padre de Kate).
- Mary Steenburgen como Marilyn (madre de Kate).
- Kristin Chenoweth como Courtney (hermana de Kate).
- Tim McGraw como Dallas McVie (hermano de Brad).
- Jon Favreau como Denver McVie (hermano de Brad).
- Katy Mixon como Susan (esposa de Denver).
- Cedric Yarbrough como Stan.
- Dwight Yoakam como Pastor Phil.
- Creagen Dow como Sheep.
- Skyler Gisondo como Connor McVie.
- Noah Munck como Michael.
- Patrick Van Horn como Darryl.

## Producción
Seth Gordon fue contratado como director a pedido de Vaughn, que había visto el documental de Gordon The King of Kong: Por un puñado de monedas, un filme que, según Gordon, tiene una estructura tradicional de tres actos, al igual que Four Christmases.
La producción comenzó en diciembre de 2007, durante la huelga de guionistas en Hollywood de 2007-2008, lo que significó que no se pudieron hacer cambios al guion. Durante la producción, New Line Cinema se convirtió en una "unidad de Warner Bros.", lo que puso en riesgo la finalización de la película.

## Recepción

### Crítica
La película obtuvo un porcentaje de aprobación del 25 % en Rotten Tomatoes, basado en 145 reseñas. Metacritic le dio a la película un puntaje de 41/100 de aprobación, lo que indica "mixtas o promedias críticas", basado en 27 comentarios.
The Hollywood Reporter llamó a la película "una de las películas navideñas más tristes de la historia" con "un final positivo inmerecido que añade sal a la herida"; criticó el guion por "situar los clichés de Hollywood sobre los rednecks sureños de forma incongruente en la elegante área de la Bahía". La revista Variety la llamó una "atracción navideña extrañamente misántropa, ocasionalmente divertida pero completamente triste que de ninguna manera es una película familiar". The Associated Press dijo que la película "comenzó prometiendo" y luego pasó a "una ruidosa tristeza que marca el tono de toda la película"; la reseña señaló que "Vaughn hace que la película sea tolerable por momentos, pero este tipo de comedia física no le sienta nada bien a Witherspoon". Frank Lovece de Film Journal International encontró que "sus personajes no tienen esencia. Simplemente encarnan cualquier maquinación argumental que la película necesita en un momento dado", y —en referencia a una de las escenas del filme— que "todos los temas predecibles de la comedia navideña son arrastrados como la cadena de luces eléctricas que se desprende de la pared para partir el salón al medio". Roger Ebert calificó a la película con dos estrellas sobre cuatro y escribió su reseña al estilo de una sesión de presentación entre un cineasta y su jefe, en la que se burló de la supuesta falta de humor o sentido narrativo de la película.

### Taquilla
El día de su estreno, un miércoles, obtuvo el puesto n.º 2 en la taquilla con una recaudación de 6,1 millones de dólares, detrás del gran éxito estrenado la semana anterior, Twilight. A continuación, pasó a tener el primer lugar de cada día sucesivo de jueves a domingo, recaudando 46,1 millones de dólares y alcanzó el n.º 1 en fin de semana de las vacaciones del Día de Acción de Gracias. En su segundo fin de semana, Four Christmases se aferró a la posición n.º 1, consiguiendo otros 18,1 millones de dólares.
La película recaudó 120,146 millones de dólares en Estados Unidos y 163,733 millones de dólares en todo el mundo.

## Banda sonora
La banda sonora de la película Four Christmases: Music from the Motion Picture estuvo disponible para descargar desde Amazon (formato MP3) o iTunes (formato MPEG-4), junto con un folleto digital en formato de documento portátil que resume los créditos del álbum, junto con capturas de pantalla y otras imágenes de promoción de la película. Fue lanzada el 25 de noviembre de 2008 por New Line Records. La versión en CD fue publicada el 6 de octubre de 2009 por Watertower Music.

### Lista
1. "Baby, It's Cold Outside" por Dean Martin & Martina McBride - 2:55
2. "(There's No Place Like) Home for the Holidays" por Perry Como - 2:51
3. "Sleigh Ride" por Ferrante & Teicher - 2:16
4. "Christmas All Over Again" by Tom Petty - 4:15
5. "Season's Greetings" por Robbers On High Street - 2:23
6. "Jingle Bell Rock" por Bobby Helms con The Anita Kerr Singers - 2:11
7. "The Christmas Song" por Gavin DeGraw - 3:24
8. "Cool Yule" por Louis Armstrong - 2:55
9. "I'll Be Home for Christmas" by Dean Martin - 2:33
10. "White Christmas" by Bing Crosby - 2:59
11. "O Little Town of Bethlehem" por Sarah McLachlan - 3:53